# Jean Bobescu
Jean Bobescu (auch Jean Bobesco; * 5. April 1890 in Iași, Rumänien; † 5. August 1981 in Bukarest) war ein rumänischer Violinist, Dirigent und Musikpädagoge.

## Leben und Wirken
Jean Bobescu war ein Sohn des Sängers, Schauspielers und Varietédirektors Aron Leon Boba (1856–1915), der ein Bauernsohn aus Rădești in der Nähe von Aiud war und später den Namen Bobescu annahm, und dessen Frau Adolphine geb. Alexandrescu. Der Schauspieler und Regisseur Emil Bobescu (1882–1961), der Komponist und Dirigent Aurel Bobescu (1885–1982), die Schauspielerin Eleonora Bobescu (* 1887) und der Violinist, Komponist und Dirigent Constantin Bobescu (1899–1992) waren seine Geschwister. Die Violinistin Lola Bobesco (1921–2003) war die Tochter von Aurel Bobescu.
Jean Bobescu studierte von 1907 bis 1911 am Konservatorium von Iași Musiktheorie und Solfège bei Sofia Teodoreanu, Violine bei Teodor Teodorini und Harmonik und Komposition bei Alexandru Zirra. In Paris nahm er privat Geigenunterricht bei George Enescu. 1911 wurde er auf Empfehlung von Eduard Caudella Professor für Violine an der Școala de artă „Cornetti“ in Craiova. 1912 gründete er in Craiova mit Camillo de Angelis, seinem Bruder Aurel Bobescu und Ida Capatti das Streichquartett Bobescu de Angelis, dem er bis 1916 angehörte. 1916 dirigierte er in Bukarest das Orchester der Operngesellschaft Theodor Guritză – Nicolae Corfescu mit der Oper Der Barbier von Sevilla von Gioachino Rossini. 1916 bis 1917 war er während des Ersten Weltkrieges Leiter der Kapelle des 13. Infanterieregiments von Iași. Von 1917 bis 1920 war er Dirigent des Sinfonieorchesters und Leiter des Konservatoriums Craiova. Anschließend wurde er Chefdirigent des Orchesters der Opera Națională Română Cluj von Cluj-Napoca. 1940 bis 1965 war er Dirigent an der Opera Națională București in Bukarest. Ab 1950 war er außerdem Professor der Opernklasse am Konservatorium Bukarest; 1961 wurde er emeritiert.
Zu seinem Repertoire als Dirigent gehörten die Opern Eugen Onegin und Pique Dame von Pjotr Iljitsch Tschaikowski, Russalka von Alexander Sergejewitsch Dargomyschski, Faust von Charles Gounod, Tosca von Giacomo Puccini, Pagliacci von Ruggero Leoncavallo, Aida von Giuseppe Verdi und Cavalleria rusticana von Pietro Mascagni.

## Auszeichnungen
- 1955 Maestru Emerit al Artei (Verdienter Meister der Kunst)
- 1964: Artist al Poporului (Volkskünstler)
- 1970: Klasse I des Ordinul Muncii (Orden der Arbeit)

## Schriften
- La pupitrul operei. Amintiri. (Am Opernpult. Erinnerungen). Muzicalǎ, Bukarest 1964, OCLC 164775514.